# IndustrieHansa
Die IndustrieHansa Holding GmbH mit Sitz in München war eine Ingenieur- und IT-Dienstleistungsgruppe; das Unternehmen wurde 2013 von Altran übernommen.

## Aktivitäten
Das Unternehmen beschäftigte 2013 rund 1.900 Mitarbeiter an 33 Standorten in Deutschland, Österreich, Großbritannien, China und den USA. IndustrieHansa bot Kunden aus den Branchen Automobil, Luft- und Raumfahrt sowie Energietechnik Leistungen aus den Bereichen Engineering, Training und Consulting. Im Jahr 2011 erwirtschaftete die IndustrieHansa Holding GmbH einen Umsatz von 140 Mio. Euro und lag damit laut Lünendonk-Institut auf Platz 9 der Ingenieurdienstleister in Deutschland. Im Jahr 2012 lag der Umsatz nach Angaben des Unternehmens bei 163 Millionen Euro.
Geschäftsbereiche des Unternehmens waren Entwicklungsprozess (Digital Engineering), Produktionsprozess (Industrial Engineering) und After Sales Services.

## Geschichte
IndustrieHansa wurde 1977 in München gegründet. In den 1980er Jahren wurde das Dienstleistungsangebot für die zivile und militärische Luftfahrt ausgebaut. Mit dem Einstieg in die Automobilentwicklung wurde die erste Zweigniederlassung in Stuttgart eröffnet. In den 1990er Jahren wuchs das Unternehmen auf 400 Mitarbeiter. IndustrieHansa fokussierte sich auf die Kernfelder Engineering, Training und Consulting und spezialisierte sich auf 2D-/3D-/CAx-Technologien. Hier konnte sich IndustrieHansa als Trainingsanbieter für entwicklungsrelevante IT- und CAD-Tools etablieren. Mit dem Einstieg von Findos Investor als Finanzpartner konnte das Unternehmen sein Standortnetzwerk stark ausbauen. Neue Niederlassungen in China und den USA folgten 2008 und 2009. 2011 startete das Joint Venture „SEGULA IndustrieHansa“ für die weltweite Luftfahrtindustrie mit über 600 Aerospace-Experten. Nach der Übernahme des Aerospace Geschäft von Yacht Teccon wurde „SEGULA IndustrieHansa“ in „Teccon“ umbenannt.  Am 1. Januar 2013 wurde das Unternehmen zu 100 Prozent von der Altran-Gruppe mit Hauptsitz in Paris übernommen. Teccon firmiert seit Januar 2014 unter dem Namen „Altran“.